# 滋賀県道182号西明寺水口線
滋賀県道182号西明寺水口線（しがけんどう182ごう さいみょうじみなくちせん）は、滋賀県蒲生郡日野町から甲賀市に至る一般県道である。

## 概要
蒲生郡日野町大字西明寺から甲賀市水口町今郷に至る。

### 路線データ
- 起点：蒲生郡日野町大字西明寺
- 終点：甲賀市水口町今郷（国道1号交点、滋賀県道126号相模水口線終点）
- 総延長：15.8 km

## 路線状況

### 通称
- わたむきグリーンロード
- しゃくなげ街道

### 重複区間
- 滋賀県道183号日野徳原線（蒲生郡日野町大字下駒月 - 甲賀市土山町大野）

## 地理

### 通過する自治体
- 滋賀県
  - 蒲生郡日野町 - 甲賀市

### 交差する道路
| 交差する道路                                   | 市町村名 | 市町村名 | 交差する場所 | 交差する場所 |
| ---------------------------------------------- | -------- | -------- | ------------ | ------------ |
| 滋賀県道525号西明寺安部居線                    | 蒲生郡   | 日野町   | 大字西明寺   |              |
| 国道477号                                      | 蒲生郡   | 日野町   | 大字音羽     | 音羽交差点   |
| 音羽谷林道                                     | 蒲生郡   | 日野町   | 大字音羽     |              |
| 室殿林道                                       | 蒲生郡   | 日野町   | 大字鎌掛     |              |
| 滋賀県道41号土山蒲生近江八幡線                 | 蒲生郡   | 日野町   | 大字鎌掛     |              |
| 滋賀県道183号日野徳原線 重複区間起点           | 蒲生郡   | 日野町   | 大字下駒月   |              |
| 滋賀県道183号日野徳原線 重複区間終点           | 甲賀市   | 甲賀市   | 土山町大野   |              |
| 国道1号 / 水口バイパス 滋賀県道126号相模水口線 | 甲賀市   | 甲賀市   | 水口町今郷   | 終点         |

### 沿線
- 西明禅寺
- 阿賀神社
- 音羽城跡
- 近江富士カントリークラブ
- 佛號寺
- 鎌掛の屏風岩（国の天然記念物）